# 詹姆斯·伯克利
詹姆斯·伯克利（James Patrick Buckley，1987年8月16日—）是一位英格兰演员，最知名于在E4的情景喜剧《中间人》中扮演Jay Cartwright，和在Rock & Chips中扮演Derek "Del Boy" Trotter。